# Essarts-en-Bocage
Essarts-en-Bocage község Franciaország Loire mente régiójában, Vendée megyében. Új községként 2016. január 1-jén jött létre Boulogne, L’Oie, Sainte-Florence és Les Essarts korábbi községek egyesítésével.
2024. január 1-jén L'Oie és Sainte-Florence kiváltak az új községből, és mindkettő ismét külön község lett. Lakosainak száma 6835 fő (2022. január 1.).

## Népesség
| Lakosok száma | 8951 | 8931 | 9053 | 9174 | 9300 | 6807 | 6835 |
|               | 2016 | 2017 | 2018 | 2019 | 2020 | 2021 | 2022 |